# Соях
Соях (в верховье Большой Соях) — река в Шурышкарском районе Ямало-Ненецкого АО. Устье находится в 16 км от устья реки Войкар по левому берегу. Длина реки составляет 48 км.

## Притоки
- 3 км: Малый Соях (пр)
- 25 км: Кевынгсоим (пр)
- 27 км: Юшингъёган (лв)

## Данные водного реестра
По данным государственного водного реестра России относится к Нижнеобскому бассейновому округу, водохозяйственный участок реки — Обь от впадения реки Северная Сосьва до города Салехард, речной подбассейн реки — бассейны притоков Оби ниже впадения Северной Сосьвы. Речной бассейн реки — (Нижняя) Обь от впадения Иртыша.
Код объекта в государственном водном реестре — 15020300112115300031340.